# 10 (Wet Wet Wet)
10 è un album del gruppo musicale britannico Wet Wet Wet, pubblicato dall'etichetta discografica Mercury nel 1997.
L'album, disponibile su long playing, musicassetta e compact disc, è prodotto da Graeme Clark e Graeme Duffin, due componenti del gruppo. Alla stesura dei brani hanno partecipato tutti i membri della band.
Dal disco vengono tratti tre singoli: If I Never See You Again, Strange e Maybe I'm in Love.

## Tracce

### Lato A
1. If I Never See You Again – 3:50
2. Back on My Feat – 3:30
3. Fool for Your Love – 3:32
4. The Only Sounds – 5:12
5. If Only I Could Be with You – 4:22
6. I Want You – 4:17

### Lato B
1. Maybe I'm in Love – 3:14
2. Beyond the Sea – 3:56
3. Lonely Girl – 5:13
4. Strange – 4:01
5. Theme from Ten – 2:20
6. It Hurts – 4:50